# Une adoration
Une adoration est un roman écrit en français par Nancy Huston, romancière et essayiste canadienne anglophone, publié en 2003 aux éditions Actes Sud.

## Résumé
Ce roman polyphonique se présente comme le compte-rendu d'une audition, en treize journées, inégales. Les auditions sont le fait d'un juge, sobrement désigné par Votre Honneur, qui est en fait le lecteur. Seules les auditions sont rapportées, pas les questions du juge, ni ses éventuelles conclusions.
Le questionnement porte sur Cosmo, un personnage disparu, artiste de scène, performeur dès les années 1960, célèbre dans les années 1970-1990, assassiné la nuit du 3 au 4 août 1989, au couteau.

## Réception critique
Pour Évelyne Ledoux-Beaugrand, ce livre est un « roman touffu, qui fait intervenir de nombreux protagonistes - dont on peut douter de la pertinence de certains », et qui a pour thèmes la création artistique et l'immortalité.

## Éditions
- Actes Sud, collection Babel n° 650,  (ISBN 9782742751549)